# Podolestes pandanus
Podolestes pandanus – gatunek ważki z rodziny Argiolestidae.
Owad ten jest endemitem chińskiej wyspy Hajnan.